# بیمارستان امین
بیمارستان امین، یکی از بیمارستان‌های اصفهان واقع در خیابان ابن سینا است.
در پی دنیاگیری کروناویروس در ایران، سازمان فرانسوی پزشکان بدون مرز اقدام به ارسال تجهیزات برای احداث یک مرکز فوریت‌های پزشکی با ظرفیت ۵۰ تخت برای درمان مبتلایان به بیماری کروناویروس در محوطه بیمارستان امین نمود که مقامات جمهور اسلامی بدون هیچ توضیحی آنها را پس از رسیدن به ایران بازگرداندند و از فعالیت آنها جلوگیری نمودند. 